# 中尾城の戦い
中尾城の戦い（なかおじょうのたたかい）は、天文19年11月21日（1550年12月28日）に山城国中尾城（現在の京都府京都市左京区浄土寺）で行われた戦い。

## 経過
天文18年（1549年）6月の江口の戦いに敗れた細川晴元は京都へ退却すると、室町幕府の13代将軍・足利義輝とその父で大御所・足利義晴を連れて京都から逃げ出し、近江守護六角定頼を頼り琵琶湖西岸の坂本へ移動した。
代わって、晴元に勝利した元家臣の三好長慶が7月に上洛、将軍を失った幕府に代わり京都の行政を取り仕切るようになった。危機感を募らせた義晴は京都復帰を計画し、10月18日に京都郊外の東山にある慈照寺（銀閣寺）の裏山に中尾城の建設を始めた。
天文19年（1550年）5月4日、義晴は病死（一説には自害）したが、義輝も打倒長慶を誓い6月9日に晴元と共に中尾城へ入城、7月8日に東山の麓の吉田・浄土寺・北白川へ出兵した。
14日、三好長逸、長虎父子、十河一存ら1万8000人の三好軍が上洛、幕府軍も応戦して市街戦となった。しかし、主力の晴元は吉田に、援軍の六角軍は北白川に留まり動かなかったため、足軽100人だけが出撃して小規模な戦闘に終わった（東山の戦い）。この時、長虎の与力1人が幕府軍の鉄砲に当たり死んだ話を、公家の山科言継が聞きつけ、日記に書いた記録が日本初の鉄砲使用例とされている。
市街戦は小規模な戦闘で両軍の主力がそれぞれ大山崎、中尾城へ引き上げたためさほど進展は見られず、10月20日に三好軍が再度上洛、東山の幕府軍と交戦、これも小規模な戦いであった。
しかし、11月に入ると長慶は積極的な攻勢に踏み切り、11月19日に中尾城麓の聖護院・北白川・鹿ヶ谷・田中などを放火して威圧、近江への派兵も企て20日に松永長頼を近江へ向かわせ、大津・松本周辺を放火させた。敵が琵琶湖周辺に進出したため後方を脅かされることを恐れた義輝は撤退を決断、21日に中尾城を焼いて坂本、次いで坂本から北の堅田へ逃れた。中尾城は2日後の23日に三好軍が入り破却された。
義輝が近江へ撤退したため、長慶は当面京都の安全を確保できたが、天文20年（1551年）3月になると2度の暗殺未遂事件に遭遇し、またそれに乗じた幕府軍の京都襲撃が起こり、再び長慶は防衛戦に向かわねばならなくなった。